# Eyalet de Lahsa
1553–1670
Le pachalik ou eyalet de Lahsa (Eyālet-i Laḥsā), ایالت لحسا en turc ottoman) est une ancienne province de l'Empire ottoman qui a existé de 1553 à 1670. Elle couvrait la rive sud du golfe Persique, sur un territoire aujourd'hui partagé entre le Koweït, l'Arabie saoudite, Bahreïn, le Qatar et les Émirats arabes unis. Sa capitale était Al-Hassa.

## Histoire

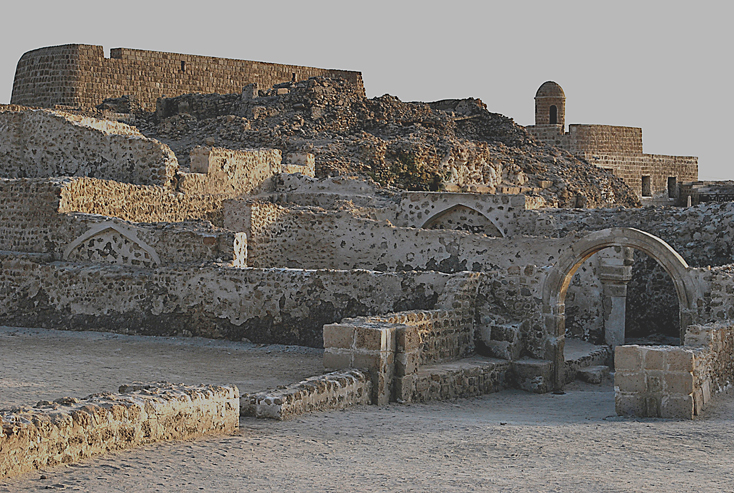
Fort portugais de Bahreïn

Au XVIe siècle, les pays de l'océan Indien sont disputés entre l'hégémonie de l'empire maritime portugais et celle de l'Empire ottoman. Au cours des expéditions navales ottomanes dans l'océan Indien, l'amiral ottoman Piri Reis parvient à faire reconnaître la suzeraineté ottomane aux émirats d'Oman, Bahreïn et Qatar mais échoue devant le fort portugais d'Ormuz. Une garnison ottomane est établie à Al-Hassa. Ce territoire constitue d'abord un sandjak (district) dépendant de l'eyalet de Bassora. Qatif, le principal port de la région, subit des incursions portugaises en 1552, 1559 et 1573.
En 1559, Mustafa Pacha, gouverneur de Lahsa, agissant de sa propre initiative, tente de s'emparer du fort portugais de Bahreïn. Il échoue et meurt dans des circonstances mal établies. Cette défaite déclenche une révolte de la tribu arabe des Banu Khalid (en) qui occupent temporairement al-Hassa. Ils sont chassés par l'arrivée de renforts ottomans avec un nouveau gouverneur. En 1560, le sandjak est érigé en eyalet (province de premier rang).

Outarde arabe (Ardeotis arabs), musée d'Amsterdam

La province est disputée aux Perses pendant la guerre ottomano-persane (1578-1590). Le gouverneur Ahmed Bey est tué dans une révolte en 1580. La paix est signée avec les Perses en 1590.
Les Banu Khalid conservent une large autonomie et reçoivent des présents et des titres honorifiques du pouvoir ottoman. En 1669-1670, la fraction Al-Haid des Banu Khalid, sous le commandement de Barrak ibn Ghurayr, chasse la garnison ottomane d'Al-Hassa et établit une principauté quasi indépendante, l'émirat des Banu Khalid, avec Al-Mubarraz pour capitale. La tradition locale raconte que Barrak ibn Ghurayr avait protégé les outardes, un oiseau du désert, en interdisant de ramasser leurs œufs. L'émirat reste indépendant jusqu'à sa conquête en 1793 par Abdul-Aziz bin Muhammad, émir du Nejd, de la maison Al-Saoud.
La région du golfe Persique avait peu d'importance économique ou stratégique aux yeux des Ottomans qui s'en désintéressent lorsque les Portugais cessent de constituer une menace pour l'Arabie ottomane (en). Ils n'y reviendront qu'au XIXe siècle lors de la guerre contre les wahhabites du Nejd. Un second émirat des Banu Khalid, vassal des Ottomans, est établi en 1818. Mais il est renversé en 1830 par Turki ben Abdullah ben Muhammad (en), fondateur du second émirat saoudien.

## Subdivisions

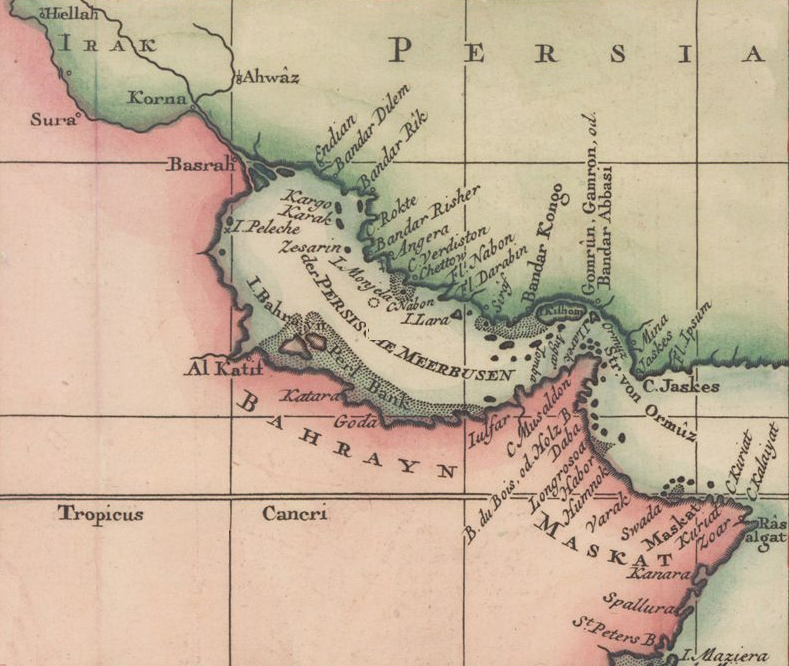
Carte du golfe Persique par Jacques-Nicolas Bellin, 1745

Au XVIe siècle, l'eyalet est divisé en plusieurs sandjaks :
1. Sandjak d'Uyun
2. Sandjak de Badiye (le désert)
3. Sandjak de Tuhaymiyah
4. Sandjak de Cebrin
5. Sandjak de Cisse
6. Sandjak d'Al-Mubarraz

## Sources et bibliographie
- (en) Cet article est partiellement ou en totalité issu de l’article de Wikipédia en anglais intitulé « Lahsa Eyalet » (voir la liste des auteurs) dans sa version du 4 janvier 2017.

- (en) Cet article est partiellement ou en totalité issu de l’article de Wikipédia en anglais intitulé « Bani Khalid » (voir la liste des auteurs) dans sa version du 18 février 2017.
- Gilles Veinstein, "Portugais et Ottomans au XVIe siècle" in Francisco Bethencourt et Luis Felipe de Alencastro (dir.), L'Empire portugais face aux autres empires, Maisonneuve et Larose, 2007.